# Franz Ludwig von Könitz
Franz Ludwig Freiherr von Könitz (* 8. Januar 1780 in Wickersdorf; † 8. Januar 1840) war ein deutscher Offizier, Gutsbesitzer und Landtagsabgeordneter.

## Leben
Franz Ludwig Freiherr von Könitz wurde auf dem Gut seines Stiefgroßvaters, des königlich preußischen Generals Johann Ludwig von Grünberg, geboren. Er war der Sohn von Helfgott Friedrich Heinrich Christian von Könitz (* 1750) und Maria Cäcilie Anna Josepha von Damnitz. Sein älterer Bruder war Anton von Könitz, der später dem Coburger Landtag angehörte.
Sein Vater wurde später Salinendirektor in Mähren, allerdings Franz Ludwig Freiherr von Könitz er mit seiner Mutter und seinem Bruder nach Lichtenfels in Bayern. Dort blieb er bis zu seinem 11. Lebensjahr und wurde bis dahin nach der katholischen Konfession erzogen, geprägt und beeinflusst durch seine Mutter, die bei seiner Geburt Hofdame bei Marie Antoinette war. Sein Taufpate war der Fürstbischof von Würzburg Adam Friedrich von Seinsheim und eine ähnliche Laufbahn wie dieser wollte er seinerzeit auch gerne einschlagen.
Gemeinsam mit seinem Bruder wurde er jedoch zur Erziehung 1771 in das Haus der Großeltern nach Magdeburg gebracht, hier wurden sie nach der evangelischen Konfession erzogen. Elfjährig begann er im gleichen Jahr seinen Militärdienst als einfacher Soldat und in kurzer Zeit durchlief er die unteren Dienstgrade, so dass er als Offizier zu dem in Magdeburg stationierten Regiment „Prinz Ludwig von Preußen“ versetzt wurde. Sohn Großvater war inzwischen als Gouverneur nach Frankfurt (Oder) versetzt worden und dort verstorben, hierdurch wurde Franz Ludwig Freiherr von Könitz Erbe eines bedeutenden Vermögens.
Am 14. Oktober 1806 nahm er an der Schlacht bei Auerstedt teil. Während des Rückzuges brachte er im Auftrag vom Direktor des Feld-Kriegskommissariats Friedrich von Ribbentrop die preußische Kriegskasse mit einem Bestand von 965.000 Talern nach Magdeburg. Aufgrund der Strapazen war er jedoch nervlich angegriffen und bat um seinen Abschied, dem 1808 stattgegeben wurde, so dass er im Dienstgrad Hauptmann aus der Armee ausschied.
1808 heiratete er die Witwe Antoinette Ernestine Sophie (* 21. August 1770 in Saalfeld; † 15. August 1828 in Schwarzbach) von Curt Abraham von Einsiedel (1741–1805) aus Wolftitz. Diese brachte fünf Kinder in die Ehe mit ein. Seit dieser Zeit lebte er größtenteils in Wolftitz.
Gemeinsam mit seinem Bruder gehörte ihm das Gut Wickersdorf. 1816 verkaufte er an seinen Bruder seinen eigenen Anteil und erwarb anschließend das Gut Schwarzbach, das im Neustädter Kreis lag.
1820 wurde er als Landstand in den Landtag des Großherzogtums Weimar gewählt und bekleidete dieses Amt bis zu seinem Tod.
1833 wurde er durch Großherzog Carl Friedrich zum Major befördert.

## Auszeichnungen
- 1823 erfolgte durch Großherzog Karl August die Ernennung zum Kammerherrn.